# Liste de mines en Inde
Voici une liste de mines situées en Inde, triée en fonction du type de production.

## Liste

### Bauxite
| mine                      | État           | coordonnées          | ville          | propriétaire | dates | notes |
| ------------------------- | -------------- | -------------------- | -------------- | ------------ | ----- | ----- |
| Balangir                  | Odisha         | 20° 53′ N, 82° 51′ E |                |              |       |       |
| Bargarh                   | Odisha         | 21° 12′ N, 83° 22′ E |                |              |       |       |
| Koraput                   | Odisha         | 18° 51′ N, 83° 01′ E | Damanjodi (en) | NALCO        |       |       |
| Kalahandi (en) & Rayagada | Odisha         | 19° 35′ N, 83° 22′ E | Lanjigarh (en) |              |       |       |
| Sambalpur                 | Odisha         |                      |                |              |       |       |
| Sundergarh                | Odisha         | 21° 55′ N, 85° 18′ E |                |              |       |       |
| Katni                     | Madhya Pradesh | 23° 29′ N, 80° 07′ E |                |              |       |       |
| Bilaspur                  | Chhattisgarh   | 22° 23′ N, 82° 08′ E |                |              |       |       |
| Lohardaga                 | Jharkhand      |                      |                |              |       |       |

### Charbon
| mine           | State              | coordonnées                  | ville                            | propriétaire                    | dates | notes |
| -------------- | ------------------ | ---------------------------- | -------------------------------- | ------------------------------- | ----- | ----- |
| Jharia (en)    | Jharkhand          | 23° 45′ 06″ N, 86° 25′ 13″ E |                                  |                                 |       |       |
| Bokaro         | Jharkhand          | 23° 48′ N, 85° 45′ E         |                                  |                                 |       |       |
| Godda          | Jharkhand          |                              |                                  |                                 |       |       |
| Raiganj        | Bengale-Occidental |                              |                                  |                                 |       |       |
| Korba          | Chhattisgarh       | 22° 21′ N, 82° 41′ E         |                                  |                                 |       |       |
| Jharsuguda     | Odisha             | 22° 03′ N, 83° 43′ E         | Belpahar (en), Brajrajnagar (en) |                                 |       |       |
| Talcher        | Odisha             | 20° 57′ N, 85° 13′ E         |                                  |                                 |       |       |
| Singareni (en) | Telangana          |                              | Khammam                          |                                 |       |       |
| Neyveli        | Tamil Nadu         |                              | Neyveli                          | Neyveli Lignite Corporation     |       |       |
| Nagpur         | Maharashtra        |                              |                                  | Western Coalfields Limited (en) |       |       |

### Cuivre
| mine                | État           | coordonnées          | ville               | propriétaire | dates | notes |
| ------------------- | -------------- | -------------------- | ------------------- | ------------ | ----- | ----- |
| Hazaribagh          | Jharkhand      | 23° 59′ N, 85° 21′ E | Hazaribagh          |              |       |       |
| Singhbhum (en)      | Jharkhand      | 22° 30′ N, 85° 30′ E | Ghatshilla (en)     |              |       |       |
| Khetri (en)         | Rajasthan      | 27° 59′ N, 75° 48′ E | Khetri nagar (en)   |              |       |       |
| Udaipur (Rajasthan) | Rajasthan      | 24° 35′ N, 73° 41′ E | Udaipur (Rajasthan) |              |       |       |
| Mine de Malanjkhand | Madhya Pradesh | 22° 00′ N, 80° 42′ E | Taregaon (en)       |              |       |       |

### Diamant
| mine                | État           | coordonnées                  | ville         | propriétaire                                       | dates | notes                          |
| ------------------- | -------------- | ---------------------------- | ------------- | -------------------------------------------------- | ----- | ------------------------------ |
| Bunder Project (en) | Madhya Pradesh | 24° 21′ 16″ N, 79° 20′ 34″ E |               |                                                    |       |                                |
| mine Kollur (en)    | Andhra Pradesh | 16° 18′ 03″ N, 80° 26′ 34″ E | Guntur (Inde) |                                                    |       | Koh-i-noor, Daria-i-Noor, etc. |
| Panna               | Madhya Pradesh | 24° 16′ 17″ N, 80° 10′ 18″ E |               | mine National mineral Development Corporation (en) |       |                                |

### Fer
| mine                   | État         | coordonnées          | ville | propriétaire                                                    | dates | notes |
| ---------------------- | ------------ | -------------------- | ----- | --------------------------------------------------------------- | ----- | ----- |
| Barbil (en)            | Odisha       | 22° 07′ N, 85° 24′ E |       |                                                                 |       |       |
| District de Mayurbhanj | Odisha       | 22° 11′ N, 86° 10′ E |       |                                                                 |       |       |
| Joda (en)              | Odisha       | 22° 01′ N, 85° 26′ E |       |                                                                 |       |       |
| Kendujhar              | Odisha       | 21° 19′ N, 85° 25′ E |       |                                                                 |       |       |
| Jajpur                 | Odisha       | 20° 51′ N, 86° 20′ E |       |                                                                 |       |       |
| Sundergarh             | Odisha       | 22° 01′ N, 84° 30′ E |       |                                                                 |       |       |
| Gandhamardhan          | Odisha       | 20° 31′ N, 82° 30′ E |       |                                                                 |       |       |
| 21° 11′ N, 81° 17′ E   |              |                      |       |                                                                 |       |       |
| Singhbhum (en)         | Jharkhand    |                      |       | SAIL                                                            |       |       |
| Bailadilla (en)        | Chhattisgarh |                      |       | mine National mineral Development Corporation, Ltd. (NMDC) (en) |       |       |
| Dalli-Rajhara (en)     | Chhattisgarh |                      |       | Bhilai Steel Plant (BSP) (en)                                   |       |       |
| Ratnagiri              | Maharashtra  | 16° 59′ N, 73° 18′ E |       |                                                                 |       |       |
| Bellary                | Karnataka    |                      |       |                                                                 |       |       |
| Barajamda (en)         | Jharkhand    |                      |       |                                                                 |       |       |

### Pétrole
| mine                    | État           | coordonnées                  | ville | propriétaire           | dates | notes |
| ----------------------- | -------------- | ---------------------------- | ----- | ---------------------- | ----- | ----- |
| Digboi (en)             | Assam          | 27° 23′ N, 95° 38′ E         |       | Indian Oil Corporation |       |       |
| Kalol                   | Gujarat        | 22° 36′ 22″ N, 73° 27′ 47″ E |       |                        |       |       |
| Godavari districts (en) | Andhra Pradesh |                              |       |                        |       |       |
| Ankleshwar (en)         | Gujarat        | 21° 36′ N, 73° 00′ E         |       |                        |       |       |
| Bassian                 | Pendjab        |                              |       |                        |       |       |
| Bombay High             | Maharashtra    | 19° 25′ 00″ N, 71° 20′ 00″ E |       |                        |       |       |

### Manganèse
| mine       | État           | coordonnées          | ville                  | propriétaire | dates | notes |
| ---------- | -------------- | -------------------- | ---------------------- | ------------ | ----- | ----- |
| Kendujhar  | Odisha         |                      | Joda (en), Barbil (en) |              |       |       |
| Rayagada   | Odisha         |                      |                        |              |       |       |
| Sundergarh | Odisha         | 22° 07′ N, 84° 02′ E |                        |              |       |       |
| Balaghat   | Madhya Pradesh | 21° 48′ N, 80° 11′ E |                        |              |       |       |
| Nagpur     | Maharashtra    |                      |                        |              |       |       |
| Shimoga    | Karnataka      |                      |                        |              |       |       |